# Making of (film, 2006)
Pour les articles homonymes, voir Making of (homonymie).
Pour plus de détails, voir Fiche technique et Distribution.
Making of (arabe : آخر فيلم) est un film tunisien réalisé en 2006 par Nouri Bouzid.
Il obtient le Tanit d'or aux Journées cinématographiques de Carthage 2006. Au 20e Festival panafricain du cinéma et de la télévision de Ouagadougou, le film remporte le prix de la meilleure interprétation masculine pour l'acteur vedette, Lotfi Abdelli, et le prix du meilleur montage.
Le film fait l'objet d'un début de polémique lors de sa projection et des rumeurs de censure ont alors largement circulé. Il sort en France le 28 octobre 2009.

## Synopsis
Bahta, chômeur et amateur de breakdance âgé de 25 ans, est un personnage mal dans sa peau mais plein d'humour face aux déboires de sa vie. Un jour, il choisit de se déguiser en policier pour railler les « Tunisiens moyens résignés à vivre petitement ». Recherché, il est caché par un groupe islamiste qui tente de le transformer en kamikaze.
Bouzid brosse le portrait d'une jeunesse frustrée et tiraillée entre le désir de liberté et les échappatoires idéologiques mais lance aussi un appel au modernisme et à la remise en question de la place de l'islam dans la société tunisienne moderne.
Trois séquences interrompent le déroulement du film pour permettre au réalisateur et à l'acteur principal de revenir sur le tournage du film, d'où le titre tiré du making-of.

## Fiche technique
- Titre : Making of
- Réalisation : Nouri Bouzid
- Scénario : Nouri Bouzid
- Musique : Najib Cherradi
- Photographie : Michel Baudour
- Montage : Karim Hammouda
- Son : Michel Ben Saïd
- Production : Abdelaziz Ben Mlouka

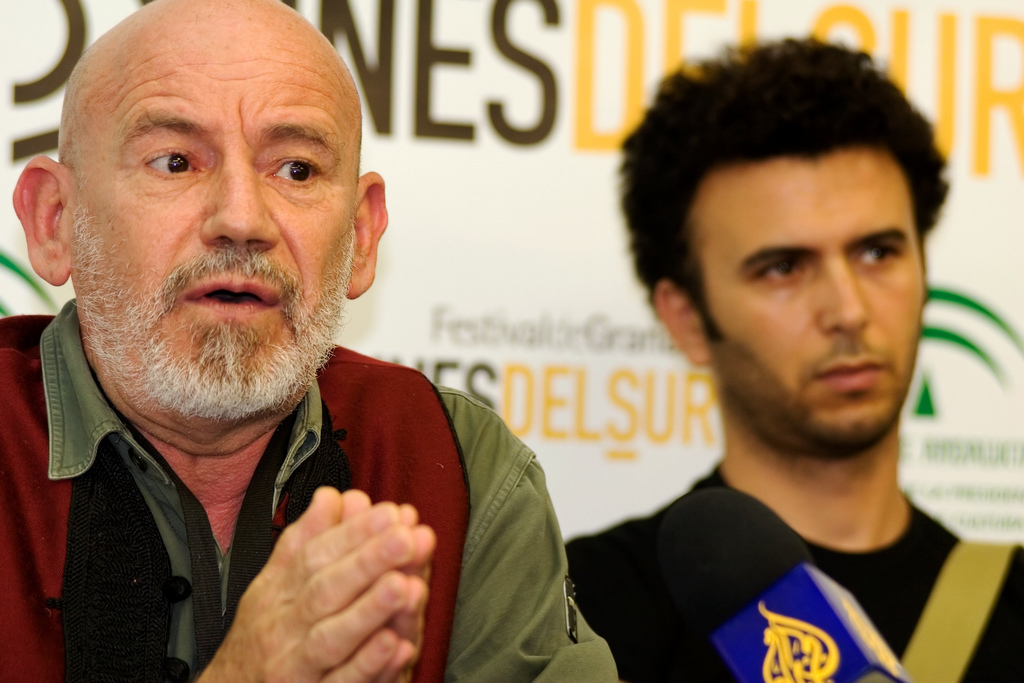
Nouri Bouzid et Lotfi Abdelli au festival Cines del Sur 2007.

- Société de production : CTV Services et Centre cinématographique marocain
- Société de distribution : Les Films de l'Atalante (France)
- Pays :  Tunisie
- Genre : drame
- Durée : 120 minutes
- Format : couleur (35 mm)
- Dates de sortie : 
  -  Tunisie : 14 novembre 2006 (Journées cinématographiques de Carthage)
  -  France : 28 octobre 2009

## Distribution
- Lotfi Abdelli : Bahta
- Afef Ben Mahmoud : Souad
- Fatma Ben Saïdane
- Helmi Dridi : Bilel
- Lotfi Dziri
- Foued Litaïem
- Majdi Smiri
- Tawfik Bahri
- Dorra Zarrouk